# Desa Cibuluh (administrativ by i Indonesien, lat -6,71, long 107,80)
Desa Cibuluh är en administrativ by i Indonesien.   Den ligger i provinsen Jawa Barat, i den västra delen av landet, 120 km sydost om huvudstaden Jakarta.